# HSV Minden-Nord
Der HSV Minden-Nord ist eine seit 1994 bestehende Handballspielgemeinschaft. Die 1. Damenmannschaft spielte 2008 bis 2010 in der 2. Handball-Bundesliga Nord.

## Geschichte
Einer der drei Stammvereine des HSV, der TV Grün-Weiß Stemmer, spielte in den Jahren 1982 bis 1984 zwei Jahre lang in der Nordstaffel der damals zweigleisigen 1. Bundesliga. In der ersten Saison 1982/83 landete man mit 10:26 Punkten auf dem achten Tabellenplatz. Im zweiten Jahr, 1983/84, reichten dann 6:26 Zähler nicht, um als Neunter und Vorletzter die Klasse zu halten. Seither spielte der TV Stemmer und später die HSG Stemmer/Friedewalde ununterbrochen in der Regionalliga, der man – ab 1976 gerechnet – insgesamt 29 Jahre angehörte. Seit dem Beitritt des TuS Minderheide im Jahr 2012 nennt sich die Spielgemeinschaft HSV Minden-Nord.
Die HSG Stemmer/Friedewalde ist kein eigenständiger Sportverein, sondern eine Gesellschaft bürgerlichen Rechts (GbR) und setzt sich aus den beiden Stammvereinen TV Grün-Weiß Stemmer, einem Verein mit knapp 500 Mitgliedern aus Minden in Ostwestfalen, und dem TuS Freya Friedewalde, einem Verein mit etwa 700 Mitgliedern aus der Stadt Petershagen an der Weser, zusammen. Seit 1989 besteht zwischen beiden Klubs eine Jugendspielgemeinschaft. Ihre Heimspiele trägt die HSG in der Sporthalle Minden-Nord (Stemmer) aus.
Bekannteste Spielerin ist Anika Ziercke, ehemalige Nationalspielerin des TuS Eintracht Minden und Handballerin des Jahres 2002. Trainiert wurde die Mannschaft zeitweilig von Rainer Niemeyer, einem Exnationalspieler und Bundesligatorwart von GWD Minden. Die 2. Mannschaft spielt in der Verbandsliga. Insgesamt startet der HSV Minden-Nord mit drei Frauen- und fünf Männerteams (1. Mannschaft: Verbandsliga) in die Saison 2015/16.

## Größte Erfolge
- Aufstieg in die 1. Bundesliga 1982 (als TV Stemmer)
- Aufstieg in die 2. Bundesliga 2006, 2008

## Saisonbilanzen seit 1999/00
| Saison  | Spielklasse        | Platz | Sp | Tore    | Diff. | Punkte |
| ------- | ------------------ | ----- | -- | ------- | ----- | ------ |
| 1999/00 | Regionalliga West  | 4     | 22 | 462:404 | 58    | 33:11  |
| 2000/01 | Regionalliga Nord  | 9     | 24 | 533:519 | 14    | 23:25  |
| 2001/02 | Regionalliga Nord  | 9     | 24 | 572:601 | −29   | 17:31  |
| 2002/03 | Regionalliga Nord  | 8     | 26 | 658:660 | −2    | 25:27  |
| 2003/04 | Regionalliga Nord  | 7     | 24 | 598:610 | −12   | 23:25  |
| 2004/05 | Regionalliga Nord  | 3     | 26 | 756:665 | 91    | 35:17  |
| 2005/06 | Regionalliga West  | 1     | 26 | 826:655 | 171   | 43:9   |
| 2006/07 | 2. Bundesliga Nord | 14    | 26 | 691:772 | −81   | 14:38  |
| 2007/08 | Regionalliga West  | 1     | 26 | 858:683 | 175   | 43:9   |
| 2008/09 | 2. Bundesliga Nord | 10    | 22 | 619:625 | −6    | 16:28  |
| 2009/10 | 2. Bundesliga Nord | 10    | 20 | 533:622 | −89   | 11:29  |

|  | Aufstieg in die 2. Bundesliga |
|  | Abstieg in die Regionalliga   |

## Trainer seit 2002
- Juni 2002 – Jan. 2004 Horst Bredemeier
- Jan. 2004 – Febr. 2007 Detlef Meyer
- Febr. 2007 – April 2007 Niels Pfannenschmidt
- April 2007 – 2013 Rainer Niemeyer